# Halecomorphi
Die Halecomorphi sind ein Taxon der Neuflosser (Neopterygii). Es umfasst die rezenten Kahlhechte (Amia) sowie ihre nähere fossile Verwandtschaft (Amiidae, Caturidae, Liodesmidae, Sinamiidae, Ionoscopiformes, Parasemionotiformes). Die Halecomorphi zeichnen sich einerseits durch ursprüngliche Merkmale, wie meist stark mineralisierte Schuppen, aber auch durch „moderne“ Merkmale, insbesondere im Bau des Schädels (z. B. Lage und Form des Präoperculare), aus. 
Zur systematischen Stellung der Halecomorphi existieren zwei konkurrierende Hypothesen:
- Die Halecostomi-Hypothese sieht sie als Schwestergruppe der Echten Knochenfische (Teleostei).
- Die Holostei-Hypothese sieht sie als Schwestergruppe der Knochenhechte (Lepisosteidae) und deren näherer fossiler Verwandtschaft, die gemeinsam unter dem Namen Ginglymodi firmieren.